# Mangifera similis
Mangifera similis là một loài thực vật thuộc họ Anacardiaceae. Đây là loài đặc hữu của Indonesia.